# Gambia a 2013-as úszó-világbajnokságon
Gambia egy úszóval vett részt a 2013-as úszó-világbajnokságon, aki két versenyszámban indult.

## Úszás
Férfi
| Versenyző        | Verseny                  | Selejtező | Selejtező | Elődöntő          | Elődöntő          | Döntő             | Döntő             |
| Versenyző        | Verseny                  | Idő       | Helyezés  | Idő               | Helyezés          | Idő               | Helyezés          |
| ---------------- | ------------------------ | --------- | --------- | ----------------- | ----------------- | ----------------- | ----------------- |
| Folarin Ogunsola | 50 méteres gyorsúszás    | 26.93     | 82        | Nem jutott tovább | Nem jutott tovább | Nem jutott tovább | Nem jutott tovább |
| Folarin Ogunsola | 50 méteres pillangóúszás | 28.50     | 72        | Nem jutott tovább | Nem jutott tovább | Nem jutott tovább | Nem jutott tovább |